# Челябинская агломерация
Челя́бинская агломера́ция (Большо́й Челя́бинск) — одна из крупнейших агломераций на Урале.

## Состав
Согласно «Стратегии социально-экономического развития Челябинской области на период до 2035 года» в состав агломерации входят 9 муниципальных образований региона: 2 городских округа (Челябинский и Копейский) и 7 муниципальных районов (Аргаяшский, Еманжелинский, Еткульский, Коркинский, Красноармейский, Кунашакский и Сосновский).
| МО                          | Население, чел. |
| --------------------------- | --------------- |
| Челябинский городской округ | 1 176 770       |
| Копейский городской округ   | 145 905         |
| Аргаяшский район            | 39 396          |
| Еманжелинский район         | 47 327          |
| Еткульский район            | 29 706          |
| Коркинский район            | 56 058          |
| Красноармейский район       | 49 158          |
| Кунашакский район           | 27 737          |
| Сосновский район            | 96 489          |
| Итого                       | 1 668 546       |

## История
К 2010 году облик Челябинской агломерации был сформирован бурным промышленным ростом XX века. В то время в Челябинской области сформировался Челябинский внутриобластной район в составе Челябинского городского округа, Копейского городского округа, Сосновского, Красноармейского, Коркинского, Еманжелинского, Еткульского районов. Агломерация сформировалась на своеобразной производственно-планировочной оси — Челябинском буроугольном бассейне, здесь прослеживаются и главные транспортные планировочные оси.

### Договор ассоциации Координационного совета
25 апреля 2014 года 7 муниципальных образований области подписали Соглашение о приоритетных направлениях взаимодействия.
20 июня 2014 года проект Челябинской агломерации вошёл в число пилотных проектов Министерства регионального развития.
А 4 сентября 2014 года был подписан учредительный договор ассоциации Координационного совета муниципальных образований Челябинской агломерации, который положил начало созданию органов управления агломерации. Свои подписи под договором поставили главы Челябинска, Копейска, Красноармейского района, первый заместитель главы Сосновского района, главы Коркинского, Еманжелинского и Еткульского районов, а также зампред правительства Челябинской области, который подчеркнул, что руководство Челябинской области поддерживает создание Челябинской агломерации и данное соглашение. В общей сложности территория агломерации включает в себя два городских округа и пять муниципальных районов, последние, в свою очередь, включают в себя 213 городских и сельских поселения.
Территория муниципального образования включалась в состав агломерации в том случае, если время поездки от административного центра до Челябинска составляло 1 час на автомобиле и менее.
Руководству объединённых муниципалитетов в течение ближайших трёх лет предстоит разработать стратегию развития Челябинской агломерации, схему её территориального планирования, комплексный инвестиционный план развития Челябинской агломерации, а также проекты нормативных правовых актов Челябинской области, которые будут регулировать мероприятия по развитию Челябинской агломерации.

### Органы управления агломерацией
Договором о создании агломерации предусмотрено создание Координационного совета муниципальных образований и Дирекции Челябинской агломерации. Юридический статус Координационного совета — ассоциация, а Дирекции — автономная некоммерческая организация.
Координационный Совет имеет целью обеспечение взаимодействия муниципалитетов, входящих в состав агломерации. В состав совета войдут руководители представительных и исполнительных органов муниципальных образований — участников агломерации.
Правительство Челябинской области и Координационный совет учреждают Дирекцию Челябинской агломерации, работающую на постоянной основе; предусмотрена возможность привлечения Дирекцией внешних экспертов и иных специалистов высокого уровня. Дирекция будет осуществлять координацию финансовых, интеллектуальных, управленческих и иных мероприятий муниципалитетов, бизнеса и общества с целью обеспечения сбалансированного развития агломерации.

## Население
Численность населения составляла около 1602 тысяч человек по оценкам на 2017 год (8-е место в России), из которых более 1400 тысяч человек проживало в 4 городах: Челябинске, Копейске, Коркино, Еманжелинске.